# Distant Past
Distant Past ist eine Heavy-Metal-Band aus dem Raum Freiburg / Bern (Schweiz) mit Einflüssen aus progressivem Hard Rock und Heavy Metal. Sie wurde von Adriano Troiano im Jahr 2002 gegründet. 2014 veröffentlichte die Band ihr zweites Album Utopian Void mit dem neuen Sänger Jvo Julmy. Das Konzeptalbum Rise of the Fallen mit Thomas Winkler in der Rolle des Son of God wurde 2016 veröffentlicht.
Im 2021 wurde das Album The Final Stage veröffentlicht, das mit neuem Line up den Stil wieder zurück zum klassischen Metal führte.

## Geschichte
Distant Past wurde 2002 durch Adriano Troiano als reines Studioprojekt gegründet. Durch den Umbau seines Heimes wurden entsprechende Studioräumlichkeiten eingeplant und 2005 vollendet.
Troiano war Mitglied der Heavy-Metal-Band Emerald und verliess diese 2001, um mit Alain Curty die Band Evil Eye zu gründen. Leider verlief die Entwicklung der Band anders als erwartet, und Troiano entschied sich, mit Distant Past als reinem Studioprojekt weiterzumachen.
Das zweite Demo enthielt Gastauftritte der Emerald-Musiker Michael und Thomas Vaucher. 2006 stieg er wieder bei Emerald ein.
2010 sah die Veröffentlichung des Albums Alpha Draconis, das erste Full-Length-Album der Band mit dem Sänger Angelo Schafer (Remote Lane). Das Album hatte eine stark progressive Schlagseite und erhielt positive Resonanzen.
Als Emerald-Sänger Jvo Julmy die Band im 2009 verliess, verging kein Jahr, bis eine Zusammenarbeit mit Troiano zustande kam. Die erste Online-Single mit Julmy, Touched by the Gods, wurde 2011 veröffentlicht und war ein Tribute an den 2010 verstorbenen Ronnie James Dio, den Troiano noch ein Jahr zuvor getroffen hatte.
Die B-Seite der Single Signs of the End wurde auf dem Sampler Heavy Metal Nation Vol.8 veröffentlicht.
Danach arbeitete die Band am zweiten Album, das Utopian Void heissen sollte. Mit mehr Song-Input der Gitarristen Schafer und Curty wurde das Album zum bis dato erfolgreichsten der Band, auch durch die Zusammenarbeit mit Pure Steel Records. Die beiden Stücke der Online-Single sind als Bonusstücke auf dem Album enthalten.
Durch positive Resonanzen entstand die Idee, eine Band aus dem Projekt zu machen.
Keiner der drei Schlagzeuger auf Utopian Void wollte sich der neu gebildeten Truppe anschliessen, so dass Geri Baeriswyl (ehemals Anitras Garden) sich meldete und fortan Schlagzeuger der Band war. Die Band probt in dessen Proberaum, da Troianos Studio nach einem Unwetter saniert werden musste. So wurde auch die Arbeit am nächsten Longplayer pausiert.
Während den Aufnahmen des Konzeptalbums Rise of the Fallen zerbrach die Band erneut, zum Teil aus gesundheitlichen, zum Teil aus ideologischen Gründen. Nichtsdestotrotz war das Album ein Erfolg und brachte der Band zahlreiche gute Kritiken ein. Gäste auf dem Album sind neben Thomas L. Winkler (der den Part des Guten singt; Jvo Julmy singt den Part des Bösen), auch David Luterbacher an der Sologitarre und Geri Baeriswyl, der hier nur noch als Gast gelistet wird. Die Mehrheit der Schlagzeugaufnahmen wurden durch Al Spicher gemacht.
Ende 2016 wurde ein Abschlusskonzert mit Gästen von Emerald veranstaltet. Der Erfolg dieses Konzertes liess Troiano und Julmy ein neues Line up suchen. Erst im 2019 wurde das aktuelle Line up gefunden und man veröffentlichte im 2021 das Album The Final Stage, das mit seiner Rückkehr zum klassischen Heavy Metal, der neu formierten Band, den Weg zu neuen Erfolgen ebnete. Es folgten Interviews und positive Kritiken in den renommierten Musikmagazinen. Die neuen Musiker sind Remo Herrmann (Schlagzeug), Ben Sollberger (Gitarre) und Lorenz Läderach (Gitarre).

## Stil
Musikalisch ist die Band im Hard Rock und Heavy Metal der 1980er und 1990er Jahre verwurzelt.
Hatte das 2010er-Album Alpha Draconis noch einige Modern-Metal- und Progressive-Metal-Einflüsse, zeigt sich das 2014er-Album Utopian Void weitgehend als melodisches Heavy-Metal-Album mit Einflüssen aus dem Speed Metal und Thrash Metal.
Textlich handeln viele Stücke von Mysterien des Universums, Ufos, Gedankenkontrolle, den Offenbarungen des Johannes, des Jüngsten Tages, von Geistern und Ähnlichem. Auch geschichtliche Themen wie der Erste Weltkrieg und das Römische Reich wurden verarbeitet.
Die biblischen Texte haben es Troiano angetan. So ist das Konzeptwerk Rise of the Fallen eine Parabel basierend auf der Versuchung Christi. Zudem werden die Themen Sintflut, Kreuzigung sowie die Geschichten um den Höllensturz Lucifer’s verarbeitet. Einflüsse sind neben der Bibel auch die Schriften von John Milton, allen voran Paradise Lost und Paradise Regained.

## Besetzung
Aktuell:
- Adriano Troiano – Bass (2002 – heute)
- Jvo Julmy – Gesang (2013 – heute)
- Ben Sollberger – Gitarre (2018 – heute)
- Lorenz Läderach – Gitarre (2019 – heute)
- Remo Herrmann – Schlagzeug (2019 – heute)

Ehemalige:
- Christof Schafer – Gitarre (2002–2018)
- Alain Curty – Gitarre (2002–2016)
- Angelo Schafer – Gesang (2010)
- Al Spicher – Schlagzeug (2010–2016)

Gäste (Auswahl):
- Thomas L. Winkler – Gesang (2016)
- David Luterbacher – Gitarre (2010–2016)
- Michael Vaucher – Gitarre (2005–2010)
- Thomas Vaucher – Keyboards (2005)

## Diskografie
Singles
- 2011: Touched by the Gods
- 2021: Queen of Sin
- 2024: Warriors of the Wasteland

Studioalben
- 2010: Alpha Draconis (Dirty & Wierd)
- 2014: Utopian Void (Pure Steel Records)
- 2016: Rise of the Fallen (Pure Steel Records)
- 2021: The Final Stage  (Pure Steel Records)
- 2024: Solaris (Art Gates Records)